# Centre spatial de Naro
| \| Position de la base de lancement de Naro sur le territoire de la Corée du Sud \| Position de la base de lancement de Naro sur le territoire de la Corée du Sud |
| Position de la base de lancement de Naro sur le territoire de la Corée du Sud                                                                                     |

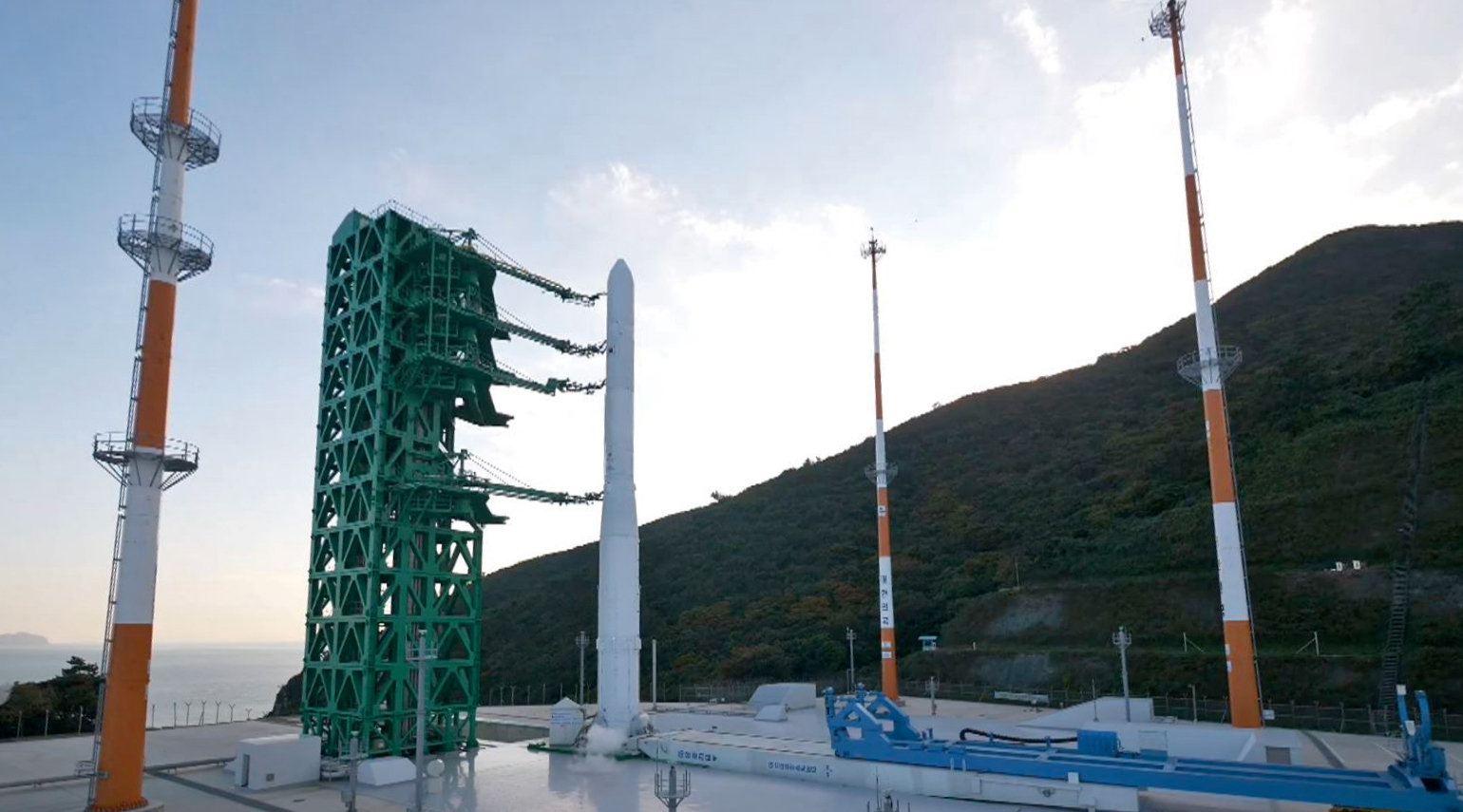
Pas de tir du lanceur KSLV-2.

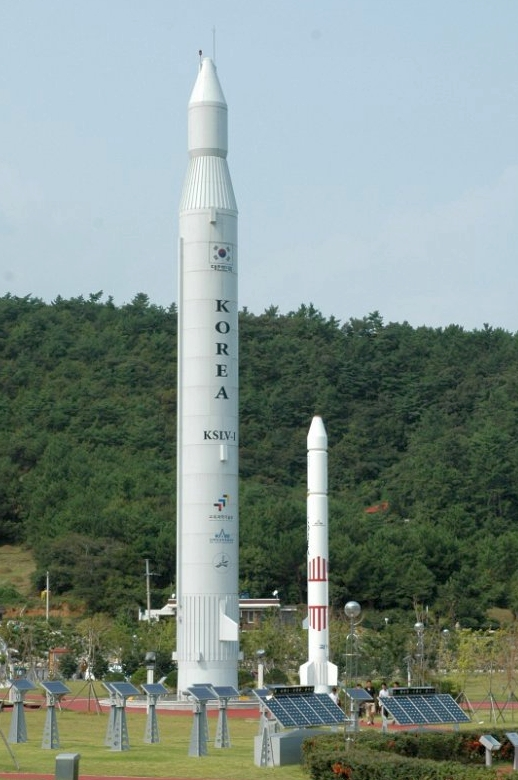
Réplique de KSLV-1 au centre de lancement de Naro.

Le centre spatial de Naro est principal établissement de la Corée du Sud consacré aux tests, à l'assemblage et au lancement d'engins spatiaux. Il est rattaché à l'agence spatiale du pays : l'Institut coréen de recherche aérospatiale (KARI). Le centre, qui a été inauguré en 2009, a été utilisé pour le lancement des fusées Naro-1 et doit servir de base de lancement de la fusée nationale KSLV-2 dont le premier vol est programmé pour 2021. Le centre comprend notamment un complexe de lancement, un centre de contrôle, la station de poursuite de Jeju et des bancs d'essais pour les moteurs-fusées.Le centre se trouve dans l'ile Naro (district de Goheung) à l'extrémité sud de la péninsule coréenne et à environ 485 kilomètres de la capitale Séoul.

## Historique
La construction de la base de lancement, conçue pour les fusées sud coréennes (KSLV-1 en cours de développement de  l'institut coréen de recherche aérospatiale, débute en 2003. Son cout est évalué à 264,9 milliards de wons.  Les installations de lancement sont inaugurées avec le premier tir lanceur Naro-1 qui a lieu le 25 août 2009. Deux autres tirs de cette fusée sont effectués en 2010 et 2013. Les installations sont par la suite adaptées pour le  lanceur KSLV-2 dont le premier vol a lieu le 21 octobre 2021. Pour le développement de cette fusée de nombreux équipements sont construits en particulier les bancs d'essais pour les moteurs-fusées.

## Installations
La base, qui occupe en 2021 une superficie de 5,37 km², comprend les équipements et installations suivants (emprise totale 0,5 km²)  :
- Un complexe de lancement qui est mis en œuvre par le lanceur national KSLV-2 et  qui comprend un bâtiment d'assemblage et une tour ombilicale et de services fixe. Le lanceur est amené sur le pas de tir pas un véhicule érecteur.
- Un centre de contrôle.
- La station de poursuite de Jeju qui permet de suivre les lancements et de collecter les télémesures des lanceurs et des satellites. Dans le cadre d'un accord de coopération avec le CNES et l'Agence spatiale européenne, la station est également utilisée pour assurer le suivi des lanceurs européens.
- Un centre de test et d'intégration pour les satellites.
- Un bâtiment consacré aux moteurs à propergol solide.
- Des bancs d'essais pour les moteurs-fusées du lanceur KSLV-2.
- La station météorologique du mont Maboksan située à proximité du centre spatial.
- Un musée de l'espace exposant différents équipements spatiaux.

## Déroulement d'un lancement (KSLV-II)
La fusée KSLV-II est assemblée dans un bâtiment proche du pas de tir puis transportée sur une remorque jusqu'à celui-ci. Là, elle est érigée en position verticale à l'aide de vérins incorporés dans la remorque le long d'une tour ombilicale puis la remorque se place en retrait. La tour ombilicale, qui comprend quatre plateformes mobiles permettant d'accéder aux différents étages de la fusée, comporte des conduites d'ergols ainsi que des câbles électriques et des liaisons informatiques qui sont connectés au lanceur. Le fonctionnement du lanceur est vérifié puis le plein d'ergols et d'hélium est effectué. La séquence de lancement est automatique durant les dix dernières minutes précédant le décollage.
Pour les lancements en orbite polaire et héliocentrique, les tirs se font vers le sud qui est dégagé de toute terre. Le plan d'eau est interdit à la navigation au sud du centre sur une distance de 78 kilomètres et une largeur de 28 kilomètres. À terre la zone d'interdiction s'étend jusqu'à 3 kilomètres de la base. Tout survol aérien est interdit sur un périmètre de 95 km de long pour 44 kilomètres de large. Le centre de contrôle du lancement se situe sur la base de Naro. Il dispose d'un radar de poursuite qui permet de suivre le lanceur jusqu'à une distance de 3000 kilomètres et de  deux stations de télémesures qui collectent les données de vol transmises par la fusée. Une station installée dans l'archipel de Palaos à l'est de Mindanao (Philippines) prend la relève lorsque la fusée n'est plus à la portée des moyens de suivi de Naro. Elle comprend deux antennes de diamètre 7,3 m et 4,6 m et permet de suivre la séparation de la charge utile et du lanceur. Elle est reliée par fibre optique au centre de contrôle de Naro.

### Sources
- (ko) 한국형발사체((누리호)) 프레스킷((Press Kit)), Kari,‎ septembre 2021, 36 p. (lire en ligne)  — Dossier de presse diffusé par l'agence spatiale sud-coréenne pour le lancement inaugural du lanceur KSLV-II (en coréen).